# عشق بدون تراژدی / مادر ماری
«عشق بدون تراژدی / مادر ماری» (به انگلیسی: Love Without Tragedy / Mother Mary) ترانه‌ای از هنرمند اهل باربادوس ریانا است. این ترانه در آلبوم ناعذرخواهانه قرار داشت.